# Erythrolamprus ornatus
Erythrolamprus ornatus – gatunek węża z podrodziny ślimaczarzy (Dipsadinae) w rodzinie połozowatych (Colubridae).  

## Występowanie
Występuje endemicznie na wyspie Saint Lucia.

## Status zagrożenia
W Czerwonej księdze gatunków zagrożonych IUCN gatunek od 1994 roku klasyfikowany był jako zagrożony (EN, Endangered), od 2016 roku ma status krytycznie zagrożonego (CR, Critically Endangered).